# Masdevallia angulifera
Masdevallia angulifera es una especie de orquídea epífita originaria de la Cordillera Occidental y la Cordillera Central de Colombia.

## Descripción
Es una especie de orquídea de tamaño pequeño, de crecimiento epífita con el tallo erecto  envuelto por 2 a 3 vainas tubulares y con una sola hoja apical, erecta, coriácea, elíptica, subaguda a obtusa, estrechamente cuneiforme a continuación del delgado pecíolo. Florece en una inflorescencia delgada, suberecta, de 5 a 8 cm de largo, con flores individuales  y un tubulares brácteas florales de color variable (amarillo verdoso a rosa oscuro o púrpura). La floración se produce justo por encima de las hojas en el invierno hasta la primavera. Cada flor que alcanza los 2,5 cm de ancho, es fragante, con olor a aceite de plátano o acetona y  puede durar  3 meses si se conserva en frío, con temperaturas frescas, con buena luz y humedad elevada, con un medio de drenaje rápido a la vez que mantener la humedad de la planta en todo momento. Una forma de color, es el verde oliva  y que fue descrito originalmente como  Masdevallia olivacea.

## Distribución y hábitat
Se encuentra en los bosques nublados, fríos y húmedos de Colombia en alturas desde 1800 hasta 2000 metros.